# Куп СФР Југославије у рагбију 1962.
Куп СФР Југославије у рагбију 1962. је било 5. издање Купа комунистичке Југославије у рагбију. Играло се по правилима рагби лиге. 
Трофеј је освојила Младост.
Финале
| ХАРК Младост | 5 – 0 | Рагби клуб Партизан |
| ------------ | ----- | ------------------- |
|              |       |                     |

| Освајач купа Југославије у рагбију 1962. |
| ---------------------------------------- |
| ХАРК Младост 3. трофеј                   |